# 멀틱스
멀틱스(Multics, Multiplexed Information and Computing Service)는 현대의 운영 체제에 큰 영향을 미친 초기 시분할 운영 체제의 하나로, 싱글 레벨 메모리의 개념에 어느 정도 기반을 두고 있다. 1964년 멀틱스 프로젝트가 시작되어 2000년 10월 30일에 마지막으로 멀틱스를 쓰던 컴퓨터가 종료되었다.
흔히 유닉스의 역사와 관련하여 멀틱스가 훌륭한 운영 체제가 되지 못했었다는 인식이 있기도 했으나 이는 잘못된 통념임이 밝혀지고 있다. 실제로 멀틱스는 현대적 기능들을 다수 가지고 있었던 훌륭한 운영 체제라고 할 수 있다.

## 역사
멀틱스는 처음에 GS-645 메인프레임용으로 개발되었고 나중에 하니웰 6180 시리즈 머신에서 지원되었다.

## 같이 보기
- 데니스 리치